# تل مهير
تل مهير (بالإنكليزية: مهير ماونت، Meher Mount) هو مركز روحي عالمي يمتد على مساحة 172 أكر (70 ها) مخصص للمعلم الروحي ميهار بابا في مدينة أوجاي في كاليفورنيا في الولايات المتحدة.    يتمتع الموقع بإطلالة بانورامية على جبال سلفر في كاليفورنيا. يقع على بعد 80 ميل (130 كـم) من لوس أنجلوس على 2,600 قدم (790 م) فوق المحيط الهادي، يتمتع بمنظر 360 درجة، بما في ذلك الذروة القريبة لجبال توباتوبا وجزر القنال وغابة لوس بادريس الوطنية ووادي أوجاي .  تل مهير هو مركز روحي مفتوح لجميع الأديان للإلهام والتعليم وبرامج العمل في الزراعة والبيئة والخدمة الإنسانية.   

## التأسيس
تم تأسيس تل مهير في عام 1946 بواسطة شركة مهير ماونت كوربورايشن المملوكة لشركة أغنيس بارون بطلب من مهير نفسه. زار مهير بابا الموقع في 2 أغسطس، 1956.    في عام 1958، سمى المنطقة بتل مهير وقال انها ستصبح مكانا للحج العالمية.  هناك فرص للزيارات اليومية، والأحداث الجماعية، الاستراحات الفردية وكذلك برامج العمل للمقيمين. في عاعم 1989 تم تأسيس شركة Baron Trust، مهير ماونت بعد تعرضها لأضرار نتيجة الحرائق في 15 أكتوبر 1985.   تل مهير هو واحد من أربعة مراكز روحية رئيسية أنشئت في جميع أنحاء العالم، الأخريات هي مركز مهير الروحية في كارولينا الشمالية، ودار الرمز الصوري (أفتار) في أستراليا، و مزار مهيرزباد في الهند. 